# Witaliý Alikperow
Witaliý Alikperow (né le 1er août 1978 à Mary à l'époque en RSS du Turkménistan, aujourd'hui au Turkménistan) est un footballeur international turkmène d'origine russe et azérie qui évoluait au poste de milieu de terrain.

## Biographie

### Carrière en sélection
Witaliý Alikperow reçoit onze sélections en équipe du Turkménistan entre 2000 et 2008, sans inscrire de but.
Il participe avec l'équipe du Turkménistan à la Coupe d'Asie des nations 2004 organisée en Chine.
Il dispute également les éliminatoires du mondial 2006 et les éliminatoires du mondial 2010.

## Palmarès
| Köpetdag Achgabat - Championnat du Turkménistan : - Vice-champion : 2001. - Coupe du Turkménistan (1) : - Vainqueur : 2001.                                  |  | Garagam Türkmenabat - Coupe du Turkménistan (1) : - Vainqueur : 2002. |  | FC Balkan \| - Championnat du Turkménistan (3) : - Champion : 2004, 2010 et 2011. - Vice-champion : 2003. - Coupe du Turkménistan (3) : - Vainqueur : 2003, 2004 et 2010. \| \| - Supercoupe du Turkménistan (1) : - Vainqueur : 2011. \| |
| - Championnat du Turkménistan (3) : - Champion : 2004, 2010 et 2011. - Vice-champion : 2003. - Coupe du Turkménistan (3) : - Vainqueur : 2003, 2004 et 2010. |  | - Supercoupe du Turkménistan (1) : - Vainqueur : 2011.                |  | |

| Bunyodkor - Championnat d'Ouzbékistan : - Vice-champion : 2007. - Coupe d'Ouzbékistan : - Finaliste : 2007. |  | Merw Mary - Coupe du Turkménistan (1) : - Vainqueur : 2008. - Supercoupe du Turkménistan (1) : - Vainqueur : 2008. |